# Serixia nigripes
Serixia nigripes là một loài bọ cánh cứng trong họ Cerambycidae.